# Ікел (король Мерсії)
Ікел (давн-англ. Icel) — король англів, які прибули у Велику Британію на рубежі V-VI століть. Ікел був сином Еомера, англа з Ютландії. На британський острів він прибув разом із своїм братом Вінтою, що пізніше очолив невеличке королівство Ліндсі. Спочатку вони висадились на території кельтської держави Каер-Лінуй (сучасний Лінкольншир), а згодом рушили далі на захід та розграбували землі Каер-Леріон (сучасний Лестершир). Ймовірно, що Ікел та його брат брали участь у битві при Бадоні. Сином Ікела та його наступником на троні був Кнебба.